# Fusiturris torta
Fusiturris torta é uma espécie de gastrópode do gênero Fusiturris, pertencente a família Fusiturridae.